# Контекст (1995)
„Контекст/Context“ (на македонска литературна норма: „Контекст“) е научно списание за сравнително литературознание и интердисциплинарни културни изследвания, което излиза в Скопие, Република Северна Македония, от 1995 година. Орган е на Института за македонска литература.

## История
Списанието започва да излиза в 1995 година под името „Литературен контекст“ (Литературен Контекст). От брой № 8 (2010) носи сегашното си име. Публикува рецензирани и типологизирани статии на английски и македонски език. Представени изследвания на северномакедонски и чуждестранни автори, посветени на проблемните области на съвременните хуманитарни дисциплини, с акцент върху тяхното по-сложно преплитане и съчетаване и мултиплицираната връзка със социокултурния контекст.